# Gerd Albrecht
Gerd Albrecht, född 19 juli 1935 i Essen i Nordrhein-Westfalen, död 2 februari 2014 i Berlin, var en tysk dirigent.
Albrecht var 1972-79 chefsdirigent vid Deutsche Oper i Västberlin, 1975-80 vid Tonhalle-Orchester i Zürich och från 1976 gästdirigent vid Staatsoper i Wien. Från 1988 var han chefsdirigent vid Staatsoper och Filharmonin i Hamburg, och 1991-95 även chefsdirigent för Tjeckiska filharmonin i Prag. Albrecht inriktade sig främst på modernare samt äldre, förbisedd repertoar, särskilt i samband med sina skivinspelningar. Han framträdde även internationellt som gästdirigent.

### Fotnoter
1. 1 2  Brockhaus Enzyklopädie, Brockhaus Enzyklopädie-ID: albrecht-gerd, läst: 9 oktober 2017.[källa från Wikidata]
2. ↑  Proleksis enciklopedija, Proleksis lexikon ämne: 7705.[källa från Wikidata]
3. 1 2  Munzinger Personen, Munzinger person-ID: 00000018846, läst: 9 oktober 2017.[källa från Wikidata]
4. ↑  Gemeinsame Normdatei, läst: 10 december 2014.[källa från Wikidata]
5. 1 2  Mort de Gerd Albrecht, chef d'orchestre allemand (på franska), Le Monde, 4 februari 2014, läs online.[källa från Wikidata]
6. ↑  Gemeinsame Normdatei, läst: 26 juni 2015.[källa från Wikidata]
7. ↑  läs online, drive.google.com .[källa från Wikidata]
8. ↑  Zemřel Gerd Albrecht, dirigent, který rozděloval Českou filharmonii (tjeckiska)